# クイズ三角関係
『クイズ三角関係』（クイズさんかくかんけい）は、1986年4月8日から同年10月14日までTBS系列局で放送されていたTBS製作のクイズ番組である。放送時間は毎週火曜 19:20 - 19:58 （日本標準時）。
毎週9人の芸能人・有名人が出場し、3人で対戦する形式だった。司会は、当初は島田紳助が務めていたが、紳助は病気のために1986年7月をもって降板。以後は桂文珍が務めていた。

## ルール
円形のテーブルの周りを3人の解答者が三角形に配置され、4本のトンガリ君を持ってスタート。トンガリ君はこけしを一回り小さくしたような赤い物体で、これを1本獲得するごとに賞金1,000円を貰える。
最初の問題は解答者たちの真ん中にいる者が出題する。最初に全員トンガリ君1本を中央のテーブルに置く。テーブルの周りをルーレットのように回るドーナツ状の棚から問題カードを出題者が1枚抜き取ったら、左どなりの解答者が好きなセクション（「くらし」「インテリ」「体力」「ミーハー」）を選び、出題者が解答者に問題を読み上げる（三択問題も半数程度ある）。正解なら中央のテーブルに置いてあるトンガリ君をすべて（3本）獲得できた。不正解の場合には左どなりの者に解答権が移る。それでも正解が出ない場合、トンガリ君は出題者が獲得できた。次の問題は、正解・不正解にかかわらず出題者は左どなりの者に移る。これを6回（2周）繰り返していたが、途中で誰かが手持ちのトンガリ君が無くなった場合にはその時点で終了。トンガリ君の獲得本数がいちばん多かった者は決勝戦に進出できる。同点の場合には同点決勝を行い、解答者の名前が入ったボールを司会者が抽選箱から引き、引いたボールに名前が入った者が出題者となる。1問限りで、上記ルールと同じ。
決勝戦には予選を勝ち抜いた3人が出場。ルールは基本的に予選と同じだったが、トンガリ君は王冠を付けた金色のものに変わり、獲得賞金は1本につき10,000円。終了時点でトンガリ君の獲得本数がいちばん多かった者はトライアングルチャンスに挑戦できる。
トライアングルチャンスでは、解答者が司会者が手にしている数枚の問題カードの中からどれか1枚をババ抜きのように選び、敗退した8人の解答者に問題カードを見せたら、好きなセクションを選ぶ。司会者が出題し、問題を読み終わって音楽が鳴り終わった後（約7秒後）に答えを言い、正解なら天井から大量の紙吹雪が降ってグアム島ペア旅行が贈られる。不正解だとグアム島旅行は視聴者プレゼントになる。これに応募するには、ハガキにトライアングルチャンスの問題の答えと、番組中に3回あるCMの前に1文字ずつ表示されるカタカナのキーワード3文字を書く必要があった。
| TBS系列 火曜19:20枠                                       | TBS系列 火曜19:20枠                              | TBS系列 火曜19:20枠                                                          |
| 前番組                                                    | 番組名                                           | 次番組                                                                       |
| --------------------------------------------------------- | ------------------------------------------------ | ---------------------------------------------------------------------------- |
| 元祖 ぴったしカン・カン （1985年10月8日 - 1986年3月18日） | クイズ三角関係 （1986年4月8日 - 1986年10月14日） | ドキド欽ちゃんスピリッツ!! （1986年10月21日 - 1987年3月24日） ※19:20 - 20:51 |